# Pandémie de Covid-19 au Sénégal
La pandémie de Covid-19 au Sénégal  démarre officiellement le 2 mars 2020. À la date du 24 octobre 2022, le bilan est de 1 968 morts.

## Historique de la maladie au Sénégal

### 2020

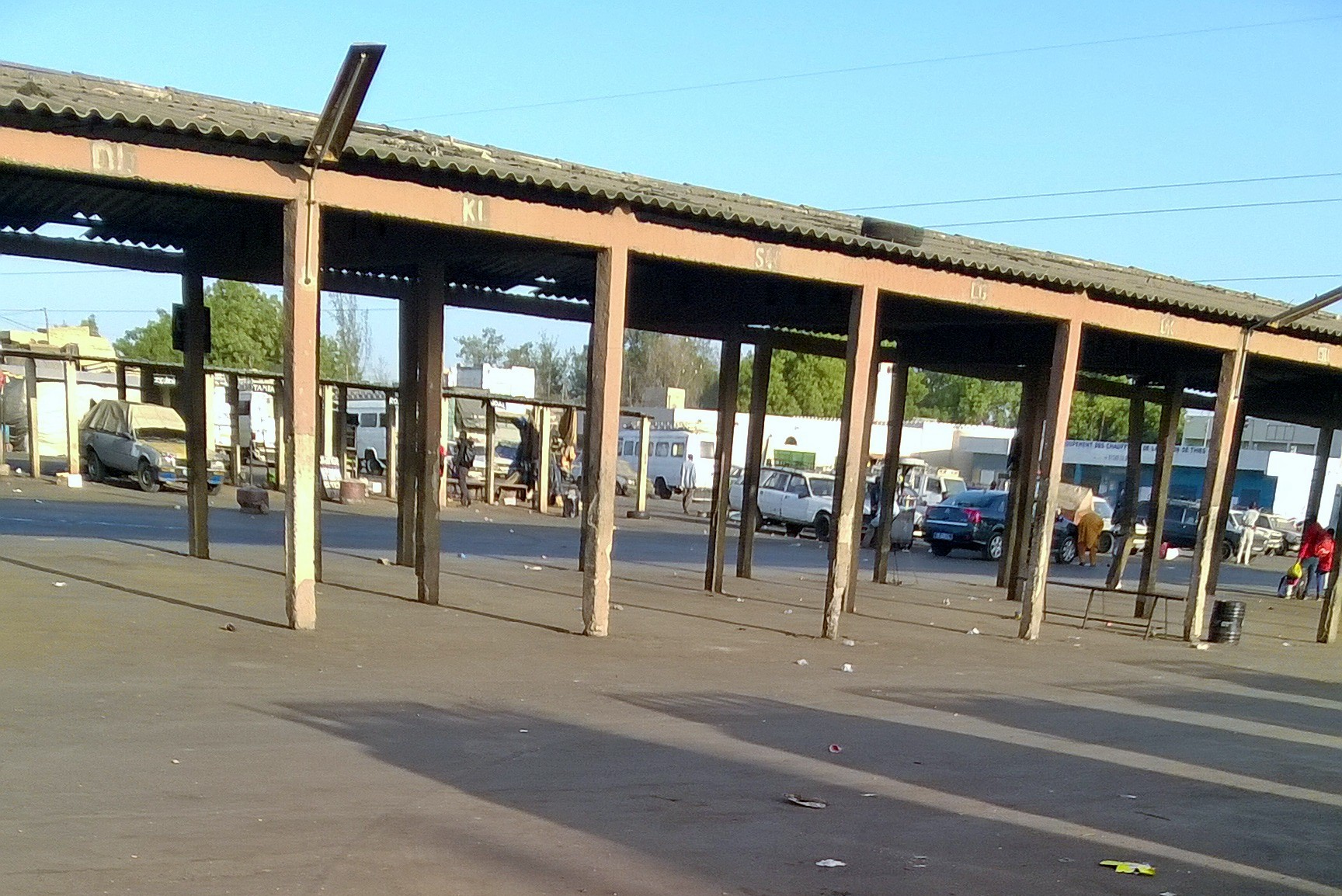
Gare routière de Thiès, déserte le 26 mars 2020.

Le premier cas de contamination est constaté le 2 mars avec un Français de retour d'un séjour en France. Il est placé en quarantaine. Le premier Sénégalais infecté au Coronavirus est un émigré établi en Italie d’où il est rentré le 6 mars, et qui a contaminé toute sa famille.
Le 19 mars, 36 cas sont confirmés, mais aucun mort.
Le nombre de contamination monte à 86 cas le 24 mars.
Le 25 mars, 99 cas sont déclarés positifs, neuf guérisons et 90 personnes sous traitement.
Le 26 mars, 105 cas sont déclarés positifs, neuf guérisons et 96 personnes sous traitement.
Le 29 mars 2020, le Sénégal compte 142 cas déclarés positifs, 27 patients guéris et 115 personnes sous traitement.
Le premier décès est enregistré le 31 mars 2020, avec la mort de Pape Diouf.
Le 1er avril 2020, 190 cas sont déclarés positifs, un décès, 45 guérisons et 145 personnes sous traitement.
Le 2 avril, 195 cas sont déclarés positifs, un décès, 55 guérisons, un évacué et 138 personnes sous traitement.
Le 20 avril, 377 cas sont déclarés positifs, dont 235 guérisons, cinq décès, une personne est évacuée et 135 personnes sont sous traitement.
Le 28 avril 2020, 823 cas sont déclarés positifs, dont 296 guéris, neuf décès, un évacué et 517 personnes sous traitement.
En septembre, Moussa Seydi fait état des 13.948 cas qui "ont été recensés dans le pays dont 9851 guéris, 290 décédés, un évacué en France finalement décédé et 3806 encore sous traitement".
Le 16 octobre 2020, "le pays compte donc à ce jour 15.368 cas positifs dont 1.346 sous traitement, 13.704 guéris et 317 décès". Au cours du mois d'octobre, il y a 697 nouveaux cas et 15 décès, portant le nombre de cas à 15 616 dont 324 décès.
En novembre il y a 491 nouveaux cas et neuf décès, portant le nombre de cas à 16 107 dont 333 décès.

### 2021
Au 1° janvier 2021, 19 511 cas ont été déclarés positifs dont 17 433 guéris, 416 décédés, et donc 1661 sous traitement. Au cours du mois il y avait 7 787 nouveaux cas et 222 décès, portant le nombre de cas à 26 927 dont 638 décès.
En février, il y a 7 593 nouveaux cas et 234 décès, portant le nombre de cas à 34 520 dont 872 décès.
Au 9 mars 2021, le Sénégal cumule 36 039 cas positifs dont 31 184 guéris, 930 décès et 3924 encore sous traitement.
Au 4 avril 2021, le nombre total de cas est de 38 953, celui de guérisons de 37 614 et celui de décès de 1063. Le taux de mortalité est de 2,73 %, celui de guérison de 96,56 % et celui de personnes encore malade est de 0,71 %.
Au 20 avril 2021, le Sénégal enregistre officiellement 39 664 contaminations et 1 087 décès depuis le début de la pandémie.
En avril, il y a 1 562 nouveaux cas et 53 décès, portant le nombre de cas à 40 344 dont 1 107 décès.
En mai, il y a 1 072 nouveaux cas et 32 décès, portant le nombre de cas à 41 416 dont 1 139 décès.
En juin, il y avait 1 541 nouveaux cas et 27 décès, portant le nombre de cas à 42 957 dont 1 166 décès.
En juillet, il y avait 19 333 nouveaux cas et 187 décès, portant le nombre de cas à 62 290 dont 1 353 décès.
En août, il y avait 10 515 nouveaux cas et 412 décès, portant le nombre de cas à 72 805 dont 1 765 décès.
En septembre, il y avait 970 nouveaux cas et 93 décès, portant le nombre de cas à 73 775 dont 1 858 décès.
En octobre, il y avait 142 nouveaux cas et 20 décès, portant le nombre de cas à 73 917 dont 1 878 décès.
En novembre, il y avait 73 nouveaux cas et sept décès, portant le nombre de cas à 73 990 dont 1 885 décès.
En décembre, il y avait 1 347 nouveaux cas et cinq décès, portant le nombre de cas à 75 337 dont 1 890 décès.

### 2022
En janvier, il y avait 9 662 nouveaux cas et 56 décès, portant le nombre de cas à 84 999 dont 1 946 décès.
En février, il y avait 694 nouveaux cas et 14 décès, portant le nombre de cas à 85 693 dont 1 960 décès.
En mars, il y avait 208 nouveaux cas et cinq décès, portant le nombre de cas à 85 901 dont 1 965 décès.
En avril, il y avait 100 nouveaux cas et un décès, portant le nombre de cas à 86 001 dont 1 966 décès.
En mai, il y avait 107 nouveaux cas, portant le nombre de cas total à 86 108 dont 1 966 décès.
En juin, il y avait 227 nouveaux cas et deux décès, portant le nombre de cas total à 86 335 dont 1 968 décès.
En juillet, il y avait 1 051 nouveaux cas, portant le nombre de cas total à 87 386 dont 1 968 décès.
En août, il y avait 726 nouveaux cas, portant le nombre de cas total à 88 112 dont 1 968 décès.
En septembre, il y avait 307 nouveaux cas, portant le nombre de cas total à 88 419 dont 1 968 décès.
En octobre, il y avait 386 nouveaux cas, portant le nombre de cas total à 88 805 dont 1 968 décès.
En novembre, il y avait 68 nouveaux cas, portant le nombre de cas total à 88 873 dont 1 968 décès.
Après avoir augmenté en décembre 2021 et début janvier 2022, le taux de positivité est désormais à 5 % en novembre et le pays s’ouvre à nouveau au tourisme, Les mesures de contrôle sanitaire aux frontières et l’obligation de présenter un « passe sanitaire » sont levées.
En décembre, il y avait 27 nouveaux cas, portant le nombre de cas total à 88 900 dont 1 968 décès.

### 2023
En 2023 il y avait 150 nouveaux cas et trois décès, portant le nombre de cas total à 89 050 dont 1 971 décès.

## Mesures de protection et traitements
Les détections des cas de coronavirus sur le territoire du Sénégal sont effectuées à la suite de consultations effectuées par les patients eux-mêmes auprès des professionnels de santé. Il s'agit d'une détection passive et non active.

### État d'urgence
Afin de lutter contre la pandémie, la compagnie Air Sénégal annule ses vols régionaux et internationaux à compter du vendredi 20 mars.
Le 14 mars 2020, le président Macky Sall annonce la fermeture des écoles, l'interdiction des manifestations publiques, l'annulation des manifestations prévues le 4 avril 2020 pour les 60 ans de l'indépendance du pays.
Le 23 mars 2020, Macky Sall décrète l'état d'urgence sur toute l'étendue du territoire.
Le 3 avril 2020, l'état d'urgence est prorogé pour une durée de 30 jours. Le 6 avril, un outil d'auto-évaluation est mis en ligne pour aider et orienter, selon les réponses, vers la conduite à tenir en cas d'exposition au Covid-19 et à l'apparition de symptômes. Le 7 avril 2020, au regard du nombre croissant de cas communautaires enregistrés, le ministre de la Santé et de l'Action sociale annonce que la gestion de ces cas communautaire est laissée aux gouverneurs des régions.
Le 19 avril, le Gouvernement impose le port obligatoire de masque dans les services publics et privés, les commerces et les transports.
Le 3 mai 2020, l’état d'urgence est à nouveau prolongé jusqu'au 2 juin 2020.
Le 11 mai 2020, le chef de l’État annonce une série d’assouplissements des conditions de l’état d’urgence. Les horaires du couvre-feu sont réaménagés de 21 heures à 5 heures du matin (20h00 à 6h00 auparavant), les lieux de culte sont à nouveau ouverts, les marchés urbains et des marchés hebdomadaires dans le respect des mesures de distanciation et des pratiques barrières notamment le port obligatoire du masque.
Le 1er juin, le retour à l'école pour les classes d'examens, initialement prévu le mardi 2 juin, est annulé. La décision a été prise à la suite de la découverte de cas de Covid-19 dans le personnel enseignant de Ziguinchor en Casamance, dans le sud du pays.
Le 4 juin, le gouvernement lève l’interdiction du transport interurbain et réduit la durée du couvre-feu qui est désormais fixé entre 23 heures et 5 heures du matin.

### Traitements médicamenteux
Le 29 mars 2020, le professeur Coumba Touré Kane est sollicitée, ainsi que le laboratoire Iressef (Institut de recherche en santé, de surveillance épidémiologique et de formation) qu'elle a fondé, afin de juger de la pertinence de l'hydroxychloroquine dans le traitement de la maladie et, par ailleurs, mener une campagne de dépistage,. Le Sénégal fait cette option, alors que l'Organisation mondiale de la Santé continue d'émettre des réserves quant à  l'utilisation de l 'hydroxychloroquine comme traitement et ne le recommande pas.
Le professeur Moussa Seydi, "chef du service des maladies infectieuses de l’hôpital de Fann à Dakar et coordinateur de la prise en charge des malades contaminés au Sénégal", annonce, le 27 mars à l’AFP, que "près de la moitié des patients" ont été traités avec de l’hydroxychloroquine, malgré le fait que l'OMS ne recommande pas ce traitement.
En mai 2020, Moussa Seydi, indique que :
"Deux études ont été réalisées, une première sur le continent africain, où de nombreux autres pays ont déjà adopté l'hydroxychloroquine comme option thérapeutique. Une des analyses montre que sur 181 patients, la durée médiane d'hospitalisation était de treize jours pour les malades n'ayant reçu aucun traitement, onze pour ceux ayant reçu de l'hydroxychloroquine seule, neuf pour ceux ayant reçu de l'hydroxychloroquine associée à l'azithromycine (antibiotique) et même huit pour ceux ayant consulté tôt et démarré le traitement dans les 24 heures".
En septembre 2020, Moussa Seydi fait état des 13.948 cas qui "ont été recensés dans le pays dont 9851 guéris, 290 décédés, un évacué en France finalement décédé et 3806 encore sous traitement", et déclare « qu'ici au Sénégal, nous avions ajouté dans notre prise en charge, l'utilisation d'anticoagulants et des corticoïdes comme antiinflammatoires, bien avant les recommandations de l'OMS ».
Seydi dirige une étude, depuis le 14 août, sur le Nafamostat, habituellement indiqué dans le traitement des pancréatites, mis en avant depuis avril par des chercheurs japonais.
En avril 2021, le traitement précoce à l'hydroxychloroquine et à l'azithomycine est toujours utilisé. Le professeur Moussa Seydi a mené une nouvelle étude sur près de 1 000 patients en étroite collaboration avec l'Institut Pasteur de Dakar et son directeur, le Dr Amadou Alpha Sall et conclut "que l’association des deux molécules, azithromycine et hydroxychloroquine, est bénéfique pour soigner les malades dans un état peu sévère".

### Vaccination
Le Sénégal commence sa campagne de vaccination à la mi-février, principalement avec le vaccin d'AstraZeneca-Oxford  et le vaccin chinois Sinopharm, pour les personnes âgées et celles avec des comorbidités. En novembre 2022, près de 1 740 000 personnes, soit 10% de la population, ont été vaccinées.

## Statistiques

Nombre de cas au Sénégal depuis le début de l'épidémie.

Nombre de morts au Sénégal depuis le début de l'épidémie.

Les données proviennent de diverses sources d'information et sites web des services de santé de l'État.
Pour des raisons techniques, il est temporairement impossible d'afficher le graphique qui aurait dû être présenté ici.

Pour des raisons techniques, il est temporairement impossible d'afficher le graphique qui aurait dû être présenté ici.

| Cas de Covid-19 au Sénégal (augmentation journalière en %) | Cas de Covid-19 au Sénégal (augmentation journalière en %) | Cas de Covid-19 au Sénégal (augmentation journalière en %) | Cas de Covid-19 au Sénégal (augmentation journalière en %) | Cas de Covid-19 au Sénégal (augmentation journalière en %) |
| ---------------------------------------------------------- | ---------------------------------------------------------- | ---------------------------------------------------------- | ---------------------------------------------------------- | ---------------------------------------------------------- |
| Date                                                       |                                                            |                                                            | Nombre de cas                                              |                                                            |
| 2 mars 2020                                                | 2 mars 2020                                                |                                                            | 1 ()                                                       | 1 ()                                                       |
| 3 mars 2020                                                | 3 mars 2020                                                |                                                            | 2 (+100%)                                                  | 2 (+100%)                                                  |
| 4 mars 2020                                                | 4 mars 2020                                                |                                                            | 4 (+100%)                                                  | 4 (+100%)                                                  |
| ⢸                                                          | ⢸                                                          |                                                            | ⢸                                                          | ⢸                                                          |
| 6 mars 2020                                                | 6 mars 2020                                                |                                                            | 4 ( )                                                      | 4 ( )                                                      |
| ⢸                                                          | ⢸                                                          |                                                            | ⢸                                                          | ⢸                                                          |
| 11 mars 2020                                               | 11 mars 2020                                               |                                                            | 5 (+25%)                                                   | 5 (+25%)                                                   |
| 12 mars 2020                                               | 12 mars 2020                                               |                                                            | 10 (+100%)                                                 | 10 (+100%)                                                 |
| 13 mars 2020                                               | 13 mars 2020                                               |                                                            | 21 (+110%)                                                 | 21 (+110%)                                                 |
| 14 mars 2020                                               | 14 mars 2020                                               |                                                            | 24 (+14%)                                                  | 24 (+14%)                                                  |
| 15 mars 2020                                               | 15 mars 2020                                               |                                                            | 26 (+8%)                                                   | 26 (+8%)                                                   |
| 16 mars 2020                                               | 16 mars 2020                                               |                                                            | 27 (+4%)                                                   | 27 (+4%)                                                   |
| 17 mars 2020                                               | 17 mars 2020                                               |                                                            | 31 (+15%)                                                  | 31 (+15%)                                                  |
| 18 mars 2020                                               | 18 mars 2020                                               |                                                            | 36 (+16%)                                                  | 36 (+16%)                                                  |
| 19 mars 2020                                               | 19 mars 2020                                               |                                                            | 38 (+6%)                                                   | 38 (+6%)                                                   |
| 20 mars 2020                                               | 20 mars 2020                                               |                                                            | 47 (+24%)                                                  | 47 (+24%)                                                  |
| 21 mars 2020                                               | 21 mars 2020                                               |                                                            | 56 (+19%)                                                  | 56 (+19%)                                                  |
| 22 mars 2020                                               | 22 mars 2020                                               |                                                            | 67 (+20%)                                                  | 67 (+20%)                                                  |
| 23 mars 2020                                               | 23 mars 2020                                               |                                                            | 79 (+18%)                                                  | 79 (+18%)                                                  |
| 24 mars 2020                                               | 24 mars 2020                                               |                                                            | 86 (+9%)                                                   | 86 (+9%)                                                   |
| 25 mars 2020                                               | 25 mars 2020                                               |                                                            | 99 (+15%)                                                  | 99 (+15%)                                                  |
| 26 mars 2020                                               | 26 mars 2020                                               |                                                            | 105 (+6%)                                                  | 105 (+6%)                                                  |
| 27 mars 2020                                               | 27 mars 2020                                               |                                                            | 119 (+13%)                                                 | 119 (+13%)                                                 |
| 28 mars 2020                                               | 28 mars 2020                                               |                                                            | 130 (+9%)                                                  | 130 (+9%)                                                  |
| 29 mars 2020                                               | 29 mars 2020                                               |                                                            | 142 (+9%)                                                  | 142 (+9%)                                                  |
| 30 mars 2020                                               | 30 mars 2020                                               |                                                            | 162 (+14%)                                                 | 162 (+14%)                                                 |
| 31 mars 2020                                               | 31 mars 2020                                               |                                                            | 175 (+8%)                                                  | 175 (+8%)                                                  |
| 1er avril 2020                                             | 1†                                                         |                                                            | 190 (+9%)                                                  | 190 (+9%)                                                  |
| 2 avril 2020                                               | 1†                                                         |                                                            | 195 (+3%)                                                  | 195 (+3%)                                                  |
| 3 avril 2020                                               | 1†                                                         |                                                            | 207 (+6%)                                                  | 207 (+6%)                                                  |
| 4 avril 2020                                               | 2†                                                         |                                                            | 219 (+6%)                                                  | 219 (+6%)                                                  |
| 5 avril 2020                                               | 2†                                                         |                                                            | 222 (+1%)                                                  | 222 (+1%)                                                  |
| 6 avril 2020                                               | 2†                                                         |                                                            | 226 (+2%)                                                  | 226 (+2%)                                                  |
| 7 avril 2020                                               | 2†                                                         |                                                            | 237 (+5%)                                                  | 237 (+5%)                                                  |
| 8 avril 2020                                               | 2†                                                         |                                                            | 244 (+3%)                                                  | 244 (+3%)                                                  |
| 9 avril 2020                                               | 2†                                                         |                                                            | 250 (+2%)                                                  | 250 (+2%)                                                  |
| 10 avril 2020                                              | 2†                                                         |                                                            | 265 (+6%)                                                  | 265 (+6%)                                                  |
| 11 avril 2020                                              | 2†                                                         |                                                            | 278 (+5%)                                                  | 278 (+5%)                                                  |
| 12 avril 2020                                              | 2†                                                         |                                                            | 280 (+1%)                                                  | 280 (+1%)                                                  |
| 13 avril 2020                                              | 2†                                                         |                                                            | 291 (+4%)                                                  | 291 (+4%)                                                  |
| 14 avril 2020                                              | 2†                                                         |                                                            | 299 (+3%)                                                  | 299 (+3%)                                                  |
| 15 avril 2020                                              | 2†                                                         |                                                            | 314 (+5%)                                                  | 314 (+5%)                                                  |
| 16 avril 2020                                              | 2†                                                         |                                                            | 335 (+7%)                                                  | 335 (+7%)                                                  |
| 17 avril 2020                                              | 3†                                                         |                                                            | 342 (+2%)                                                  | 342 (+2%)                                                  |
| 18 avril 2020                                              | 3†                                                         |                                                            | 350 (+2%)                                                  | 350 (+2%)                                                  |
| 19 avril 2020                                              | 3†                                                         |                                                            | 367 (+5%)                                                  | 367 (+5%)                                                  |
| 20 avril 2020                                              | 5†                                                         |                                                            | 377 (+3%)                                                  | 377 (+3%)                                                  |
| 21 avril 2020                                              | 5†                                                         |                                                            | 412 (+9%)                                                  | 412 (+9%)                                                  |
| 22 avril 2020                                              | 6†                                                         |                                                            | 442 (+7%)                                                  | 442 (+7%)                                                  |
| 23 avril 2020                                              | 6†                                                         |                                                            | 479 (+8%)                                                  | 479 (+8%)                                                  |
| 24 avril 2020                                              | 7†                                                         |                                                            | 545 (+14%)                                                 | 545 (+14%)                                                 |
| 25 avril 2020                                              | 7†                                                         |                                                            | 614 (+13%)                                                 | 614 (+13%)                                                 |
| 26 avril 2020                                              | 8†                                                         |                                                            | 671 (+9%)                                                  | 671 (+9%)                                                  |
| 27 avril 2020                                              | 9†                                                         |                                                            | 736 (+10%)                                                 | 736 (+10%)                                                 |
| 28 avril 2020                                              | 9†                                                         |                                                            | 823 (+12%)                                                 | 823 (+12%)                                                 |
| 29 avril 2020                                              | 9†                                                         |                                                            | 882 (+7%)                                                  | 882 (+7%)                                                  |
| 30 avril 2020                                              | 9†                                                         |                                                            | 993 (+6%)                                                  | 993 (+6%)                                                  |
| 1er mai 2020                                               | 9†                                                         |                                                            | 1024 (+10%)                                                | 1024 (+10%)                                                |
| 2 mai 2020                                                 | 9†                                                         |                                                            | 1115 (+9%)                                                 | 1115 (+9%)                                                 |
| 3 mai 2020                                                 | 9†                                                         |                                                            | 1182 (+6%)                                                 | 1182 (+6%)                                                 |
| 4 mai 2020                                                 | 10†                                                        |                                                            | 1271 (+8%)                                                 | 1271 (+8%)                                                 |
| 5 mai 2020                                                 | 11†                                                        |                                                            | 1329 (+5%)                                                 | 1329 (+5%)                                                 |
| 6 mai 2020                                                 | 12†                                                        |                                                            | 1433 (+8%)                                                 | 1433 (+8%)                                                 |
| 7 mai 2020                                                 | 13†                                                        |                                                            | 1492 (+4%)                                                 | 1492 (+4%)                                                 |
| 8 mai 2020                                                 | 13†                                                        |                                                            | 1551 (+4%)                                                 | 1551 (+4%)                                                 |
| 9 mai 2020                                                 | 15†                                                        |                                                            | 1634 (+5%)                                                 | 1634 (+5%)                                                 |
| 10 mai 2020                                                | 18†                                                        |                                                            | 1709 (+5%)                                                 | 1709 (+5%)                                                 |
| 11 mai 2020                                                | 19†                                                        |                                                            | 1886 (+10%)                                                | 1886 (+10%)                                                |
| 12 mai 2020                                                | 19†                                                        |                                                            | 1995 (+6%)                                                 | 1995 (+6%)                                                 |
| 13 mai 2020                                                | 21†                                                        |                                                            | 2105 (+6%)                                                 | 2105 (+6%)                                                 |
| 14 mai 2020                                                | 23†                                                        |                                                            | 2189 (+4%)                                                 | 2189 (+4%)                                                 |
| 15 mai 2020                                                | 25†                                                        |                                                            | 2310 (+6%)                                                 | 2310 (+6%)                                                 |
| 16 mai 2020                                                | 25†                                                        |                                                            | 2429 (+5%)                                                 | 2429 (+5%)                                                 |
| 17 mai 2020                                                | 25†                                                        |                                                            | 2480 (+2%)                                                 | 2480 (+2%)                                                 |
| 18 mai 2020                                                | 36†                                                        |                                                            | 2544 (+3%)                                                 | 2544 (+3%)                                                 |
| 19 mai 2020                                                | 30†                                                        |                                                            | 2617 (+3%)                                                 | 2617 (+3%)                                                 |
| 20 mai 2020                                                | 30†                                                        |                                                            | 2714 (+4%)                                                 | 2714 (+4%)                                                 |
| 21 mai 2020                                                | 30†                                                        |                                                            | 2812 (+4%)                                                 | 2812 (+4%)                                                 |
| 22 mai 2020                                                | 33†                                                        |                                                            | 2909 (+3%)                                                 | 2909 (+3%)                                                 |
| 23 mai 2020                                                | 34†                                                        |                                                            | 2976 (+2%)                                                 | 2976 (+2%)                                                 |
| 24 mai 2020                                                | 35†                                                        |                                                            | 3047 (+2%)                                                 | 3047 (+2%)                                                 |
| 25 mai 2020                                                | 35†                                                        |                                                            | 3130 (+3%)                                                 | 3130 (+3%)                                                 |
| 26 mai 2020                                                | 38†                                                        |                                                            | 3161 (+1%)                                                 | 3161 (+1%)                                                 |
| 27 mai 2020                                                | 38†                                                        |                                                            | 3253 (+3%)                                                 | 3253 (+3%)                                                 |
| 28 mai 2020                                                | 39†                                                        |                                                            | 3348 (+3%)                                                 | 3348 (+3%)                                                 |
| 29 mai 2020                                                | 41†                                                        |                                                            | 3429 (+2%)                                                 | 3429 (+2%)                                                 |
| 30 mai 2020                                                | 42†                                                        |                                                            | 3535 (+3%)                                                 | 3535 (+3%)                                                 |
| 31 mai 2020                                                | 42†                                                        |                                                            | 3645 (+3%)                                                 | 3645 (+3%)                                                 |
| 1er juin 2020                                              | 42†                                                        |                                                            | 3739 (+3%)                                                 | 3739 (+3%)                                                 |
| 2 juin 2020                                                | 42†                                                        |                                                            | 3836 (+3%)                                                 | 3836 (+3%)                                                 |
| 3 juin 2020                                                | 43†                                                        |                                                            | 3932 (+2%)                                                 | 3932 (+2%)                                                 |
| 4 juin 2020                                                | 45†                                                        |                                                            | 4021 (+2%)                                                 | 4021 (+2%)                                                 |
| 5 juin 2020                                                | 45†                                                        |                                                            | 4155 (+3%)                                                 | 4155 (+3%)                                                 |
| 6 juin 2020                                                | 45†                                                        |                                                            | 4249 (+2%)                                                 | 4249 (+2%)                                                 |
| 7 juin 2020                                                | 47†                                                        |                                                            | 4328 (+2%)                                                 | 4328 (+2%)                                                 |
| 8 juin 2020                                                | 49†                                                        |                                                            | 4427 (+2%)                                                 | 4427 (+2%)                                                 |

| Date           | Nombre de test | Contaminés | Guéris/j | Traitement | Nouveau/j | Décès |
| -------------- | -------------- | ---------- | -------- | ---------- | --------- | ----- |
| 2 mars 2020    | -              | 1          | 0        | 1          | 1         |       |
| 3 mars 2020    | -              | 2          | 0        | 2          | 1         |       |
| 4 mars 2020    | -              | 4          | 0        | 4          | 2         |       |
| 5 mars 2020    | -              | 4          | 0        | 4          | 0         |       |
| 6 mars 2020    | -              | 4          | 1        | 3          | 0         |       |
| 7 mars 2020    | -              | 4          | 0        | 3          | 0         |       |
| 8 mars 2020    | -              | 4          | 0        | 3          | 0         |       |
| 9 mars 2020    | -              | 4          | 0        | 3          | 0         |       |
| 10 mars 2020   | -              | 4          | 0        | 3          | 0         |       |
| 11 mars 2020   | -              | 5          | 1        | 3          | 1         |       |
| 12 mars 2020   | -              | 10         | 0        | 8          | 5         |       |
| 13 mars 2020   | -              | 21         | 0        | 19         | 11        |       |
| 14 mars 2020   | -              | 24         | 0        | 22         | 3         |       |
| 15 mars 2020   | -              | 26         | 0        | 24         | 2         |       |
| 16 mars 2020   | -              | 27         | 0        | 25         | 1         |       |
| 17 mars 2020   | 44             | 31         | 0        | 29         | 4         |       |
| 18 mars 2020   | 27             | 36         | 0        | 34         | 5         |       |
| 19 mars 2020   | 22             | 38         | 3        | 33         | 2         |       |
| 20 mars 2020   | 56             | 47         | 0        | 42         | 9         |       |
| 21 mars 2020   | 31             | 56         | 0        | 51         | 9         |       |
| 22 mars 2020   | 85             | 67         | 0        | 62         | 11        |       |
| 23 mars 2020   | 60             | 79         | 3        | 71         | 12        |       |
| 24 mars 2020   | 59             | 86         | 0        | 78         | 7         |       |
| 25 mars 2020   | 142            | 99         | 1        | 90         | 13        |       |
| 26 mars 2020   | 130            | 105        | 0        | 99         | 6         |       |
| 27 mars 2020   | 144            | 119        | 0        | 108        | 14        |       |
| 28 mars 2020   | 98             | 130        | 7        | 112        | 11        |       |
| 29 mars 2020   | 151            | 142        | 9        | 115        | 12        |       |
| 30 mars 2020   | 87             | 162        | 1        | 134        | 20        |       |
| 31 mars 2020   | 97             | 175        | 12       | 135        | 13        | 1     |
| 1er avril 2020 | 195            | 190        | 5        | 145        | 15        | 1     |
| 2 avril 2020   | 127            | 195        | 10       | 138        | 5         | 1     |
| 3 avril 2020   | 153            | 207        | 11       | 139        | 12        | 1     |
| 4 avril 2020   | 177            | 219        | 6        | 144        | 12        | 2     |
| 5 avril 2020   | 92             | 222        | 10       | 137        | 3         | 2     |
| 6 avril 2020   | 95             | 226        | 10       | 131        | 4         | 2     |
| 7 avril 2020   | 110            | 237        | 13       | 129        | 11        | 2     |
| 8 avril 2020   | 108            | 244        | 8        | 128        | 7         | 2     |
| 9 avril 2020   | 199            | 250        | 10       | 124        | 6         | 2     |
| 10 avril 2020  | 195            | 265        | 14       | 125        | 15        | 2     |
| 11 avril 2020  | 173            | 278        | 15       | 123        | 13        | 2     |
| 12 avril 2020  | 104            | 280        | 19       | 106        | 2         | 2     |
| 13 avril 2020  | 144            | 291        | 7        | 110        | 11        | 2     |
| 14 avril 2020  | 272            | 299        | 5        | 113        | 8         | 2     |
| 15 avril 2020  | 227            | 314        | 7        | 121        | 15        | 2     |
| 16 avril 2020  | 435            | 335        | 4        | 138        | 21        | 2     |
| 17 avril 2020  | 287            | 342        | 4        | 141        | 7         | 2     |
| 18 avril 2020  | 226            | 350        | 13       | 135        | 8         | 3     |
| 19 avril 2020  | 313            | 367        | 9        | 143        | 17        | 3     |
| 20 avril 2020  | 281            | 377        | 15       | 136        | 10        | 5     |
| 21 avril 2020  | 466            | 412        | 7        | 164        | 35        | 5     |
| 22 avril 2020  | 482            | 442        | 11       | 182        | 30        | 6     |
| 23 avril 2020  | 387            | 479        | 4        | 215        | 37        | 6     |
| 24 avril 2020  | 528            | 545        | 5        | 276        | 66        | 7     |
| 25 avril 2020  | 703            | 614        | 14       | 330        | 69        | 7     |
| 26 avril 2020  | 579            | 671        | 7        | 380        | 57        | 8     |
| 27 avril 2020  | 677            | 736        | 1        | 442        | 64        | 9     |
| 28 avril 2020  | 873            | 823        | 12       | 517        | 87        | 9     |
| 29 avril 2020  | 800            | 882        | 19       | 557        | 59        | 9     |
| 30 avril 2020  | 1161           | 933        | 19       | 586        | 51        | 9     |
| 1er mai 2020   | 901            | 1024       | 22       | 658        | 91        | 9     |
| 2 mai 2020     | 1190           | 1115       | 12       | 737        | 91        | 9     |
| 3 mai 2020     | 810            | 1182       | 4        | 800        | 67        | 9     |
| 4 mai 2020     | 807            | 1271       | 43       | 845        | 89        | 10    |
| 5 mai 2020     | 702            | 1329       | 55       | 847        | 58        | 11    |
| 6 mai 2020     | 1182           | 1433       | 23       | 927        | 104       | 12    |
| 7 mai 2020     | 1027           | 1492       | 69       | 916        | 59        | 13    |
| 8 mai 2020     | 872            | 1551       | 49       | 926        | 59        | 13    |
| 9 mai 2020     | 848            | 1634       | 32       | 975        | 83        | 15    |
| 10 mai 2020    | 1356           | 1709       | 7        | 1040       | 75        | 18    |
| 11 mai 2020    | 917            | 1886       | 65       | 1151       | 177       | 19    |
| 12 mai 2020    | 1099           | 1995       | 27       | 1233       | 109       | 19    |
| 13 mai 2020    | 920            | 2105       | 40       | 1301       | 110       | 21    |
| 14 mai 2020    | 992            | 2189       | 60       | 1323       | 84        | 23    |
| 15 mai 2020    | 1128           | 2310       | 48       | 1394       | 121       | 25    |
| 16 mai 2020    | 989            | 2429       | 59       | 1454       | 119       | 25    |
| 17 mai 2020    | 816            | 2480       | 24       | 1481       | 51        | 25    |
| 18 mai 2020    | 1172           | 2544       | 103      | 1441       | 64        | 26    |
| 19 mai 2020    | 930            | 2617       | 57       | 1453       | 73        | 30    |
| 20 mai 2020    | 1024           | 2714       | 53       | 1497       | 97        | 30    |
| 21 mai 2020    | 1215           | 2812       | 65       | 1530       | 98        | 30    |
| 22 mai 2020    | 1199           | 2909       | 60       | 1564       | 97        | 33    |
| 23 mai 2020    | 934            | 2976       | 105      | 1525       | 67        | 34    |
| 24 mai 2020    | 889            | 3047       | 40       | 1555       | 71        | 35    |
| 25 mai 2020    | 1091           | 3130       | 59       | 1579       | 83        | 35    |
| 26 mai 2020    | 551            | 3161       | 50       | 1559       | 31        | 36    |
| 27 mai 2020    | 961            | 3253       | 21       | 1628       | 92        | 38    |
| 28 mai 2020    | 991            | 3348       | 100      | 1622       | 95        | 39    |
| 29 mai 2020    | 1236           | 3429       | 52       | 1649       | 81        | 41    |
| 30 mai 2020    | 1370           | 3535       | 23       | 1731       | 106       | 42    |
| 31 mai 2020    | 1024           | 3645       | 40       | 1801       | 110       | 42    |
| 1er juin 2020  | 1820           | 3739       | 57       | 1838       | 94        | 42    |
| 2 juin 2020    | 1339           | 3836       | 96       | 1838       | 97        | 43    |
| 3 juin 2020    | 1549           | 3932       | 109      | 1823       | 95        | 45    |
| 4 juin 2020    | 1348           | 4021       | 99       | 1813       | 89        | 45    |
| 5 juin 2020    | 1700           | 4155       | 114      | 1833       | 134       | 45    |
| 6 juin 2020    | 1166           | 4249       | 236      | 1689       | 94        | 47    |
| 7 juin 2020    | 1266           | 4328       | 76       | 1690       | 79        | 49    |
| 8 juin 2020    | 1010           | 4427       | 111      | 1678       | 99        | 49    |

## Conséquences

### Économie
Le 25 mars 2020, le Président Macky Sall demande l'annulation de la dette de l'Afrique pour atténuer l'impact du Covid-19.
Le 4 avril, le Président Macky Sall prolonge l'état d'urgence et le couvre feu : « L'état d’urgence proclamé par décret du 23 mars est prorogé pour une durée de trente jours sur l'ensemble du territoire national », a écrit le président sénégalais dans un décret sorti ce samedi.
Le 8 avril, l'Appel de Dakar « pour une stratégie d'annulation de la Dette des pays africains assortie d'un Plan de rééchelonnement de la dette commerciale » est lancé par le gouvernement sénégalais.

### Sports
Le 9 avril 2020, la Fédération sénégalaise de football (FSF) annule toutes les compétitions de coupes nationales, régionales et de la Ligue sénégalaise de football professionnel.